# Saint-Mesmin (Dordogne)
Saint-Mesmin (okzitanisch Sent Maimin) ist eine südfranzösische Gemeinde mit 334 Einwohnern (Stand 1. Januar 2022) im Département Dordogne in der Region Nouvelle-Aquitaine (vor 2016 Aquitaine). Sie gehört zum Arrondissement Nontron und zum Kanton Isle-Loue-Auvézère. Zuständiger Gemeindeverband ist die Communauté de communes Isle-Loue-Auvézère en Périgord. Die Einwohner werden Saint-Mesminois bzw. Saint-Mesminoises genannt.

## Etymologie
Das Toponym Saint-Mesmin leitet sich ab vom Heiligen Maximin von Trier (auch Maximinus von Trier), Bischof von Trier von 329 bis 346.

## Geographie

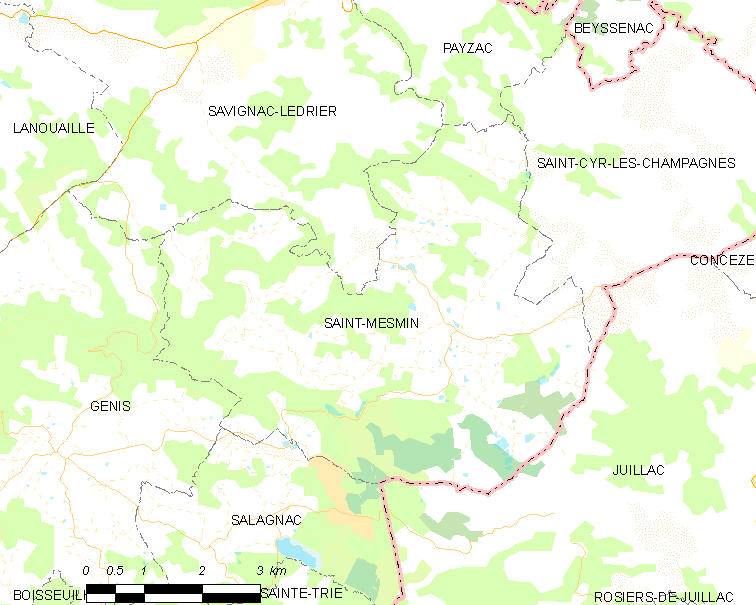
Lagekarte von Saint-Mesmin

Panorama vom Puy des Âges – mit 415 Meter der höchste Punkt in der Gemeinde Saint-Mesmin

Saint-Mesmin ist Grenzgemeinde zum Département Corrèze.
Der Ort Saint-Mesmin liegt gut 50 km (Fahrtstrecke) nordöstlich von Périgueux in einer Schleife der Auvézère im waldreichen Périgord vert in einer Höhe von ca. 290 m. Er besteht aus dem Hauptort sowie mehreren Weilern (hameaux) und Einzelgehöften (fermes).
Saint-Mesmin wird von folgenden Nachbargemeinden umgeben:
| Savignac-Lédrier | Payzac                                      | Saint-Cyr-les-Champagnes      |
| Génis            | Kompassrose, die auf Nachbargemeinden zeigt | Saint-Cyr-les-Champagnes      |
|                  | Salagnac                                    | Juillac (Département Corrèze) |

Die Gemeinde besteht neben dem Ortskern aus folgenden Geländepunkten, Weilern und Gehöften:
Barracat, Bois Tallet, Boussac, Brussy, Chacord, Charoncle, Chez Bobas, Chez Combeau, Chez le Belleu, Combe Peloux, Côtes de Batissou, Étang de la Forge, Étangs des Jarthes, Fargeas, Forêt de Lavaurie,  La Béchadie, La Clautre, La Côte, La Forêt Noble, La Pierre Plate, La Quintinie, La Rouye, La Rivaille, Las Peycharias, Las Seillas, Lavaurie, Le Bois de Chat, Le Bois Long, Le Frugier, Le Grand Clos, Le Mercier, Le Poteau de Brussy, Le Tuquet, Les Ages, Les Bessades, Les Chaumettes, Les Fontanelles, Les Gravettes, Les Jarthes, Les Longières, Les Monts, Les Pagnons, Les Petits Forts, Les Tombadies, Les Trente Sous, Leymarie, Linard, Mezurat, Mont Cocu, Puy Chétif, Puy des Ages (Puy des Âges), Saint-Dominique, Sainte-Marguerite, Tournier du Breuil, Veau le Coteau und Veaupeytourie.
Der topographisch niedrigste Punkt der Gemeinde Saint-Mesmin liegt auf 182 Meter an der Auvézère im Südwesten – dort, wo der Fluss die Gemeinde verlässt. Der höchste Punkt nimmt 415 Meter ein und befindet sich an der Nordostgrenze am Puy des Âges. Die absolute Höhendifferenz beträgt 233 Meter, die durchschnittliche Meerhöhe 299 Meter. Das Rathaus kommt auf 289 Meter zu liegen.
Die Gemeinde nimmt eine Gesamtfläche von 29,58 Quadratkilometer ein.

### Verkehrsanbindung
Der Ortskern liegt an der D 72 E5, die nach Nordwesten in das Gemeindegebiets von Savignac-Lédrier führt. Sie zieht dann weiter nach Südosten zur D 5 E3 von Saint-Cyr-les-Champagnes nach Génis, quert diese und endet im Südosten an der D 52 in Juillac. Die Nordost-Südwest verlaufende D 5 E3 stellt in der Gemeinde die wichtigste Verkehrsverbindung dar, sie berührt aber nicht den Ortskern, sondern läuft südlich an ihm vorbei. Kommunalstraßen stellen die Verbindung zu den einzelnen Weilern her.

### Fernwanderweg
Durch die Gemeinde Saint-Mesmin führt der von Payzac kommende Fernwanderweg GR 646. Er beginnt am Pont Louveyrat in Payzac und zieht dann durch die Schluchten der Auvézère weiter nach Génis.

### Bodenbedeckung

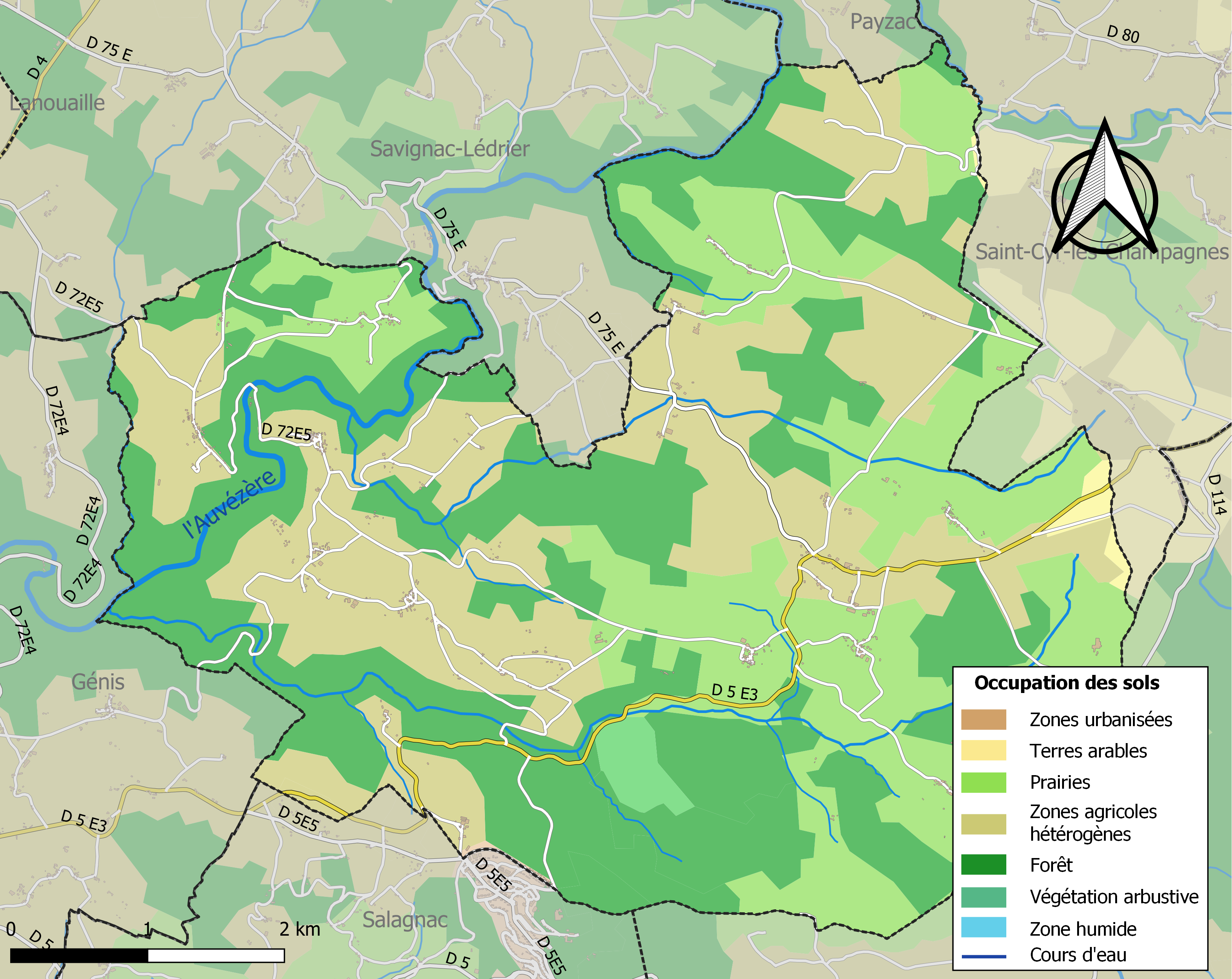
Bodenbedeckung in der Gemeinde Saint-Mesmin

Die Bodenbedeckung der Gemeinde Saint-Mesmin schlüsselt sich im Jahr 2018 gemäß der europäischen Datenbank CORINE Land Cover (CLC) wie folgt auf:
- heterogene landwirtschaftliche Nutzung – 31,0 %
- Wälder – 39,8 %
- Wiesen – 27,6 %
- Buschwerk – 1,0 %
- Kulturland – 0,6 %
- baulich beansprucht – 0,1 %.

Die landwirtschaftliche Nutzung steht eindeutig im Vordergrund. Der Anteil der landwirtschaftlichen Nutzflächen ist von 58,9 % im Jahr 1990 auf 59,2 % im Jahr 2018 leicht angestiegen.

## Klima
Das Klima in Saint-Mesmin ist gemäßigt; Regen fällt übers Jahr verteilt. Die Gemeinde besitzt ein abgeschwächtes ozeanisches Klima  mit gemäßigtem Sommer (Cfb nach Köppen und Geiger), das sich durch folgende Parameter auszeichnet:
| Klimaparameter im Zeitraum 1971–2000 - Jahresmittel: 11,5 °C - Anzahl der Tage unter −5 °C: 3,4 - Anzahl der Tage oberhalb 30 °C: 6,8 - Maximum im Tages-Temperaturunterschied: 15,1 °C - Jahresniederschlag: 1048 mm - Niederschlagstage im Januar: 12,7 - Niederschlagstage im Juli: 7,5 |

Durch den Klimawandel zeichnen sich Erhöhungen im Jahresmittel ab, die sich bereits auch bemerkbar machen. So ist beispielsweise an der 33 Kilometer entfernten Wetterstation in Brive das langjährige Jahresmittel von 12,7 °C für 1971–2000 über 12,7 °C für 1981–2010 auf 13,0 °C für 1991–2020 angestiegen – ein Zuwachs um 0,3 °C innerhalb von 20 Jahren.

## Hydrographie

Hydrographische Karte von Saint-Mesmin

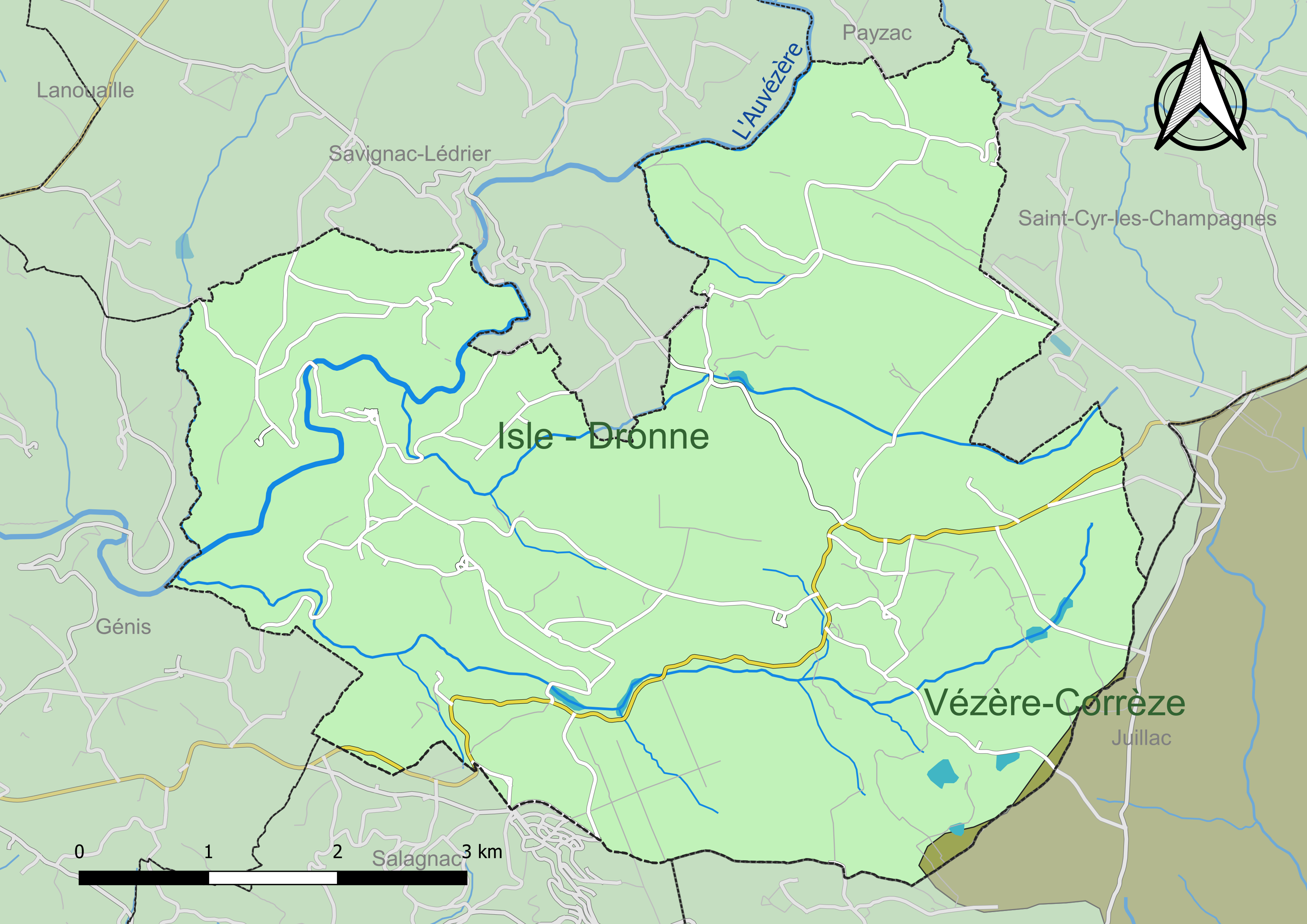
Einzugsgebiete in der Gemeinde Saint-Mesmin

Bedeutendster Fluss in Saint-Mesmin ist die Auvézère. Sie fließt generell von Nordost nach Südwest und bildet auf rund 2 Kilometer die Nordwestgrenze zu Savignac-Lédrier. Sodann wechselt sie auf Gemeindegebiet von Savignac-Lédrier, um noch vor Erreichen des Ortskerns, den sie in einer nördlichen Schleife passiert, wieder nach Saint-Mesmin zurückzukehren. Auf gut 3 Kilometer traversiert sie den Nordwesten des Gemeindegebietes und verlässt Saint-Mesmin schließlich nach Génis. Sehenswert sind ihre Schluchten, insbesondere die Stromschnellen des Saut Ruban.
Die Auvézère hat zwei bedeutendere linke Nebenflüsse und einen rechten Nebenfluss. Ein linker Nebenfluss ist der Ruisseau de la Forge, der im Osten der Gemeinde an der Grenze zu Saint-Cyr-les-Champagnes entspringt und dann auf 8,5 Kilometer nach Westen zur Auvézère hin abfließt. Er besitzt seinerseits mehrere (vorwiegend linke) Seitenarme und wird zu Weihern aufgestaut. Ähnlich der 6,5 Kilometer lange Ruisseau de Porte-Étoupe, der nordöstlich oberhalb des Ortskerns in die Auvézère mündet. Er hat einen kleinen linken Seitenarm und wird ebenfalls zu einem Weiher aufgestaut. Sehenswert sind seine Kaskaden. Der Ruisseau de Gabourat ist ein rechter Nebenfluss und bildet auf 2 Kilometer die Gemeindegrenze zu Génis. Er entspringt in der Gemeinde Savignac-Lédrier südlich des Rathauses und fließt dann in Südrichtung zur Auvézère.
Die Auvézère und ihre Seitenarme gehören zum Flusssystem Isle-Dronne, jedoch verläuft entlang der Südostgrenze zu Juillac bereits die Wasserscheide zum Flusssystem Vézère-Corrèze.
Das Entwässerungsnetz in der Gemeinde Saint-Mesmin besitzt eine Gesamtlänge von 39 Kilometer.

## Geologie

Geologische Karte von Saint-Mesmin

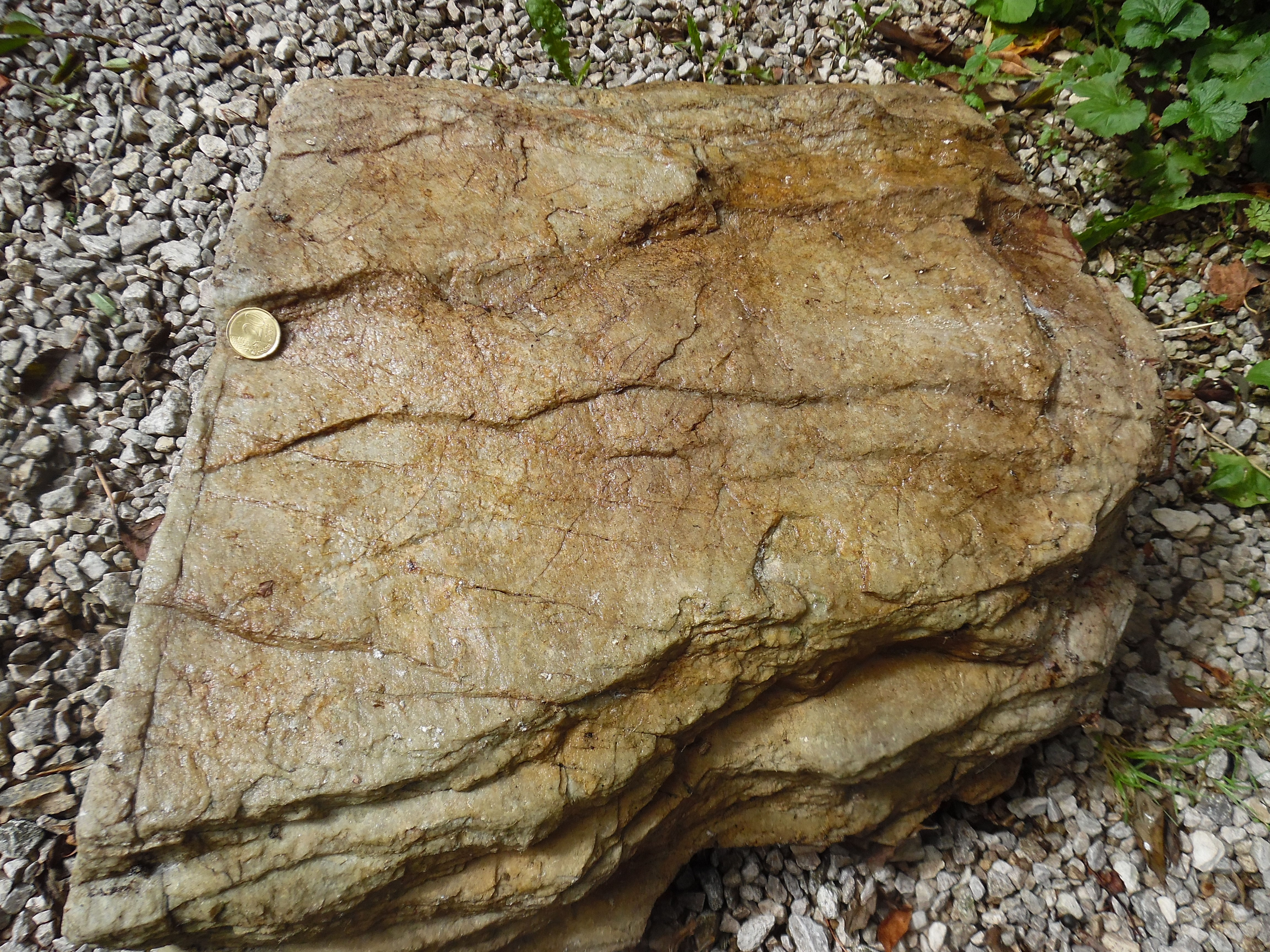
Puy-des-Âges-Quarzit von Chacord

Die Gemeinde Saint-Mesmin liegt vollständig auf dem metamorphen Grundgebirge des nordwestlichen Massif Central. Die Gesteine des Anstehenden gehören überwiegend zur Thiviers-Payzac-Einheit, nur am äußersten Südrand erscheint auch noch die Génis-Einheit.

### Thiviers-Payzac-Einheit
Im äußersten Nordosten steht der Payzac-Quarzit (tfρ3Χ) an – eine höher metamorphe Fazies des rhyodazitischen Thiviers-Sandsteins. Weiter südwärts folgen sodann die Serizitschiefer des Donzenac-Schiefers (S1-2), die aus Peliten und Areniten hervorgegangen sein dürften und auch Grauwackenlagen enthalten. Eingefaltet in den Donzenac-Schiefer sind zwei Züge des Engastine-Mafits (nördlich von Linard und nordöstlich von Frageas) – Grünschiefer (S11δθ oder δS11), die aus ehemaligen Doleriten und basaltischen Tuffen entstanden sind. Im Donzenac-Schiefer finden sich auch  zwei Graphitzüge (gra oder Sgr) (bei Fargeas und bei Linard). Im Süden des Donzenac-Schiefers steht sodann der Puy-des-Âges-Quarzit an (Formation o2χ). Der steilstehende Quarzit bildet innerhalb der Thiviers-Payzac-Einheit die stratigraphisch höchstgelegene Formation aus dem Unterordovizium – eingefaltet in die Muldenachse des Puy-des-Âges-Synklinals. Er folgt der Südostrichtung und ist nicht viel mehr als 100 Meter mächtig. Weiter südwärts anschließend erscheint erneut der Engastine-Mafit. Der Mafit enthält mittig einen dünnen, Südost-streichenden Quarzitzug. Sodann wird der Thiviers-Sandstein angetroffen (tfρ3), welcher gut zwei Drittel des Gemeindegebiets in Anspruch nimmt. Der Thiviers-Sandstein enthält viele Diabasgänge (δΣβ), die vorwiegend Südost streichen, sie zeigen aber auch ein Eindrehen in die Nordost-Richtung. Direkt an der Südostecke steht nochmals der Donzenac-Schiefer an.

### Génis-Einheit
Die Génis-Einheit folgt im äußersten Süden auf den Thiviers-Sandstein und den Donzenac-Schiefer. Hierunter die weiter nördlich liegenden rhyolithischen Tuffe (S1ρ) und die rosafarbenen Metaignimbrite (iρ1).

### Lockersedimente
Der Puy-des-Âges-Quarzit im Nordosten der Thiviers-Payzac-Einheit wird beidseitig von kolluvialen Lockersedimenten begleitet (Formation CFp), die auch aus ihm hervorgegangen sind. Sie überlappen teilweise den Donzenac-Schiefer im Norden und den Engastine-Mafit im Süden. Kolluvium der Formation CF findet sich auch auf dem Thiviers-Sandstein  am Ostrand. In den Talungen der Auvézère und in ihren Seitenarmen haben sich rezente alluviale Sedimente (Formation Fz) abgesetzt.

## Naturrisiken

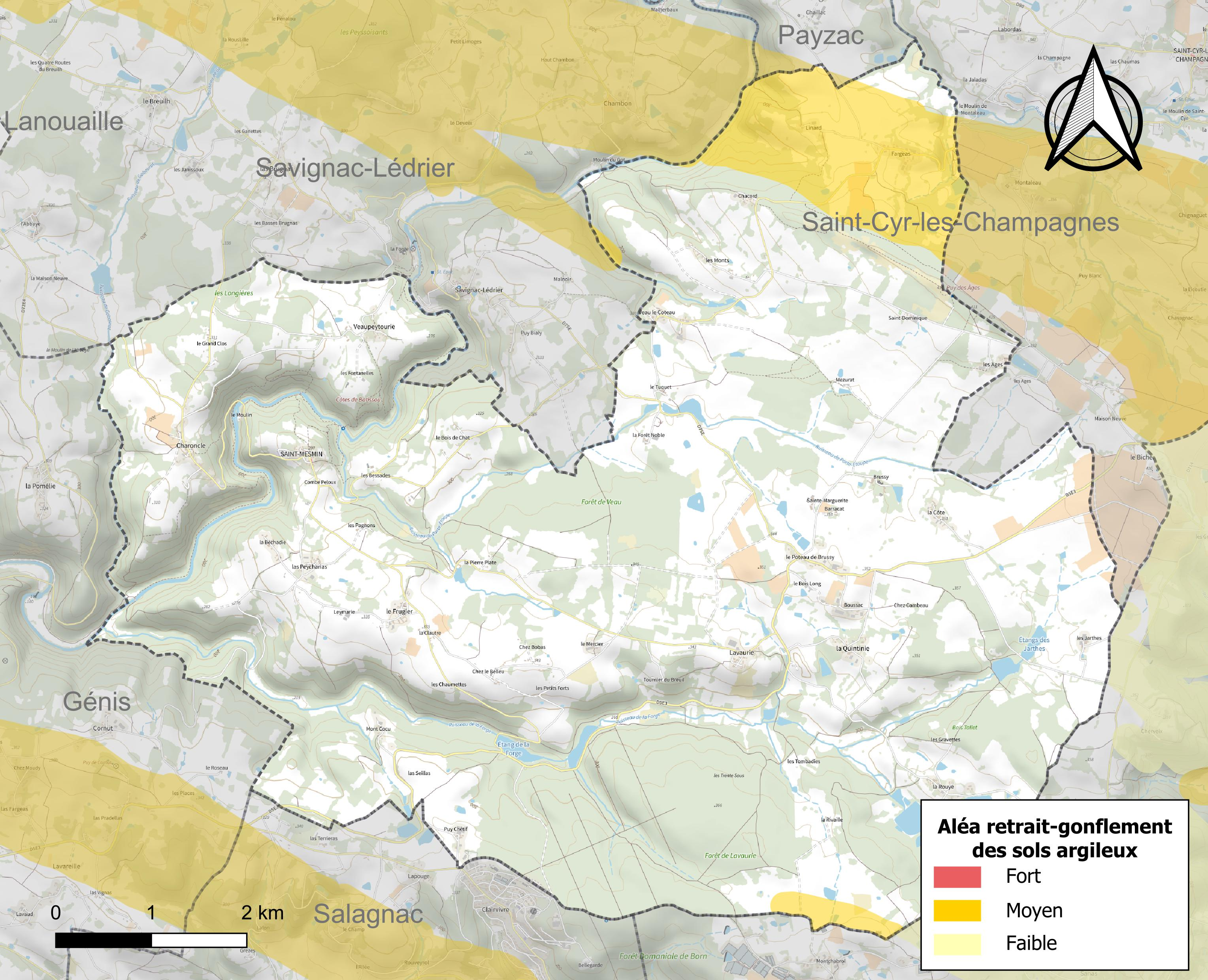
Risikokarte des Quellungs/Schrumpfungsverhältnisses von Tonmineralen in Böden für Saint-Mesmin

Naturrisiken manifestieren sich in der Gemeinde Saint-Mesmin als
- Überschwemmungen und den mit ihnen assoziierten Schlammströmen und Hangrutschungen in den Talungen der Auvézère und ihrer Seitenarme
- Dürren
- Stürme
- Bodensetzungen
- Radonemanationen.

In den Jahren 1982 und insbesondere 1999 kam es aufgrund erhöhter Niederschläge zu größeren Bodenbewegungen und Rutschungen.
Ein Dürrejahr war 2011. In dieser Periode herrschte erhöhte Waldbrandgefahr.
Ein herausragendes Wintersturmereignis war das Sturmtief Martin im Dezember 1999, das enorme Schäden an den Wäldern und auch an der Infrastruktur hinterließ. Die Zerstörungen in den Wäldern sind selbst im Jahr 2022 noch zu erkennen.
Wie die Risikokarte zeigt, ist Savignac-Lédrier von der Gefahr durch Bodensetzungen betroffen – von mittlerer Stärke im Bereich des Donzenac-Schiefers im Norden und in der Génis-Einheit im äußersten Süden.
Die Erdbebengefahr ist als relativ niedrig einzustufen, am Westrand des Massif Central sind recht seltene Beben der Stärke 3 auf der Richterskala bekannt.
Die relativ schwache Radongefahr (Zone 3 mit signifikativem Radonpotential) besteht im Inneren von Gebäuden und geschlossenen Räumen.

## Ökologie

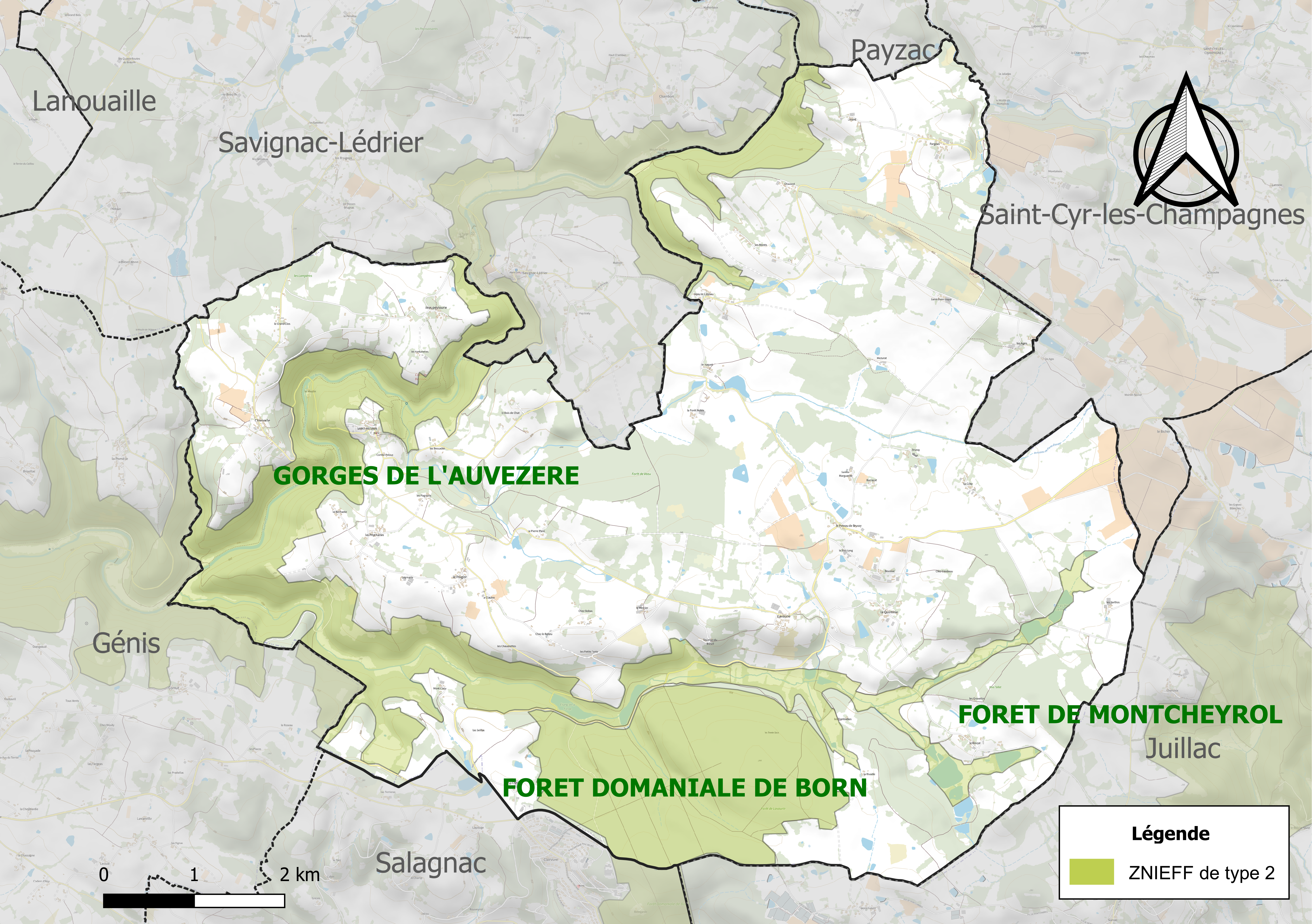
Schutzgebiete des Typus 2 in der Gemeinde Saint-Mesmin

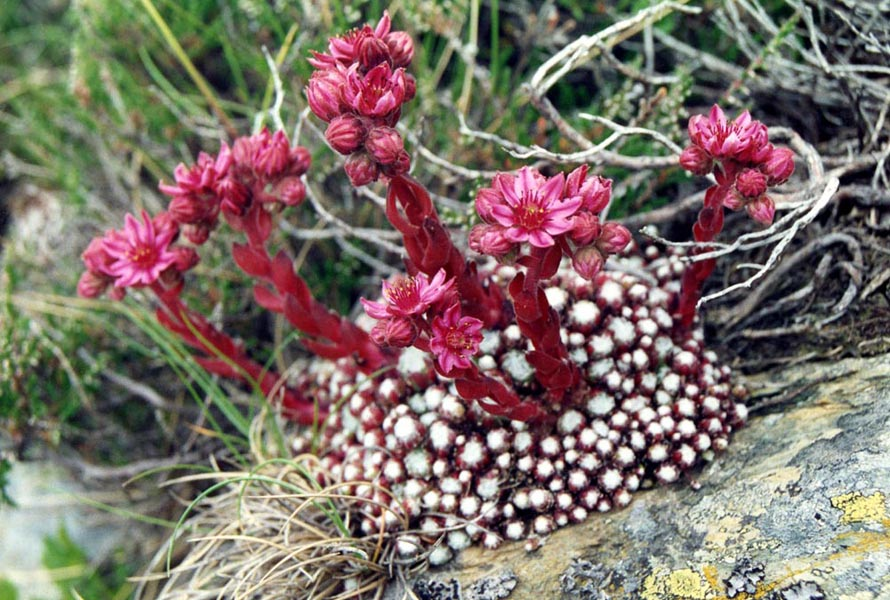
Spinnweb-Hauswurz (Sempervivum arachnoideum)

### Schutzgebiete

#### Schutzgebiete des Typus 2
Die Gemeinde Saint-Mesmin besitzt zwei Schutzgebiete des Typus 2 (Französisch ZNIEFF = zone naturel d'interêt faunistique et floristique). Einmal das Waldgebiet bei Born (oder Bord – Forêt Domaniale de Born) sowie auf 6 Kilometer die Schluchten der Auvézère (Gorges de l’Auvézère). Die Schluchten haben sich gut 100 Meter tief in das Grundgebirge eingeschnitten. Zu letzterem Gebiet gehört auch noch der Ruisseau de la Forge mit seinen Seitenarmen.
Die Schluchten der Auvézère werden durch 9 Pflanzenarten charakterisiert. Hierzu gehören: Gänseblümchen-Lochschlund (Anarrhinum bellidifolium), Dünnblättriger Nacktfarn (Anogramma leptophylla), der Streifenfarn Asplenium obovatum, der Lippenfarn Cheilanthes tinaei, Nordischer Streifenfarn (Asplenium septentrionale), Spinnweb-Hauswurz (Sempervivum arachnoideum), Türkenbund (Lilium martagon), das Johanniskraut Hypericum linariifolium und der Bergfarn (Oreopteris limbosperma).

## Geschichte
Aus dem Früh- und Hochmittelalter fehlen Nachrichten; die örtliche Kirche Saint-Maximin wurde erst im 15. Jahrhundert erbaut. Das Presbyterium stammt aus dem 17. Jahrhundert.
Während der Französischen Revolution, d. h. von 1792 bis 1795 wurde der Ort in Mont-Mémin oder Mont Mesmin umbenannt. Im Jahr 1790 gehörte die Gemeinde noch zum Département Corrèze und kam erst 1793 zusammen mit neun anderen Gemeinden zum  Département Dordogne.

## Bevölkerungsentwicklung
| Jahr | Einwohner |  |
| 1962 | 607       |  |
| 1968 | 534       |  |
| 1975 | 455       |  |
| 1982 | 393       |  |
| 1990 | 324       |  |
| 1999 | 284       |  |
| 2004 | 278       |  |
| 2006 | 280       |  |
| 2009 | 264       |  |
| 2014 | 311       |  |
| 2019 | 325       |  |
| 2020 | 326       |  |

Quelle: INSEE
Die Bevölkerungszahlen von Saint-Mesmin waren von 1962 bis 2009 generell rückläufig, zeigten aber sodann einen leichten Anstieg.
Im Jahr 2020 betrug die Bevölkerungsdichte 11,0 Einwohner pro Quadratkilometer.
Der Bevölkerungsrückgang im 20. Jahrhundert – Saint-Mesmin hatte im Jahr 1901 noch 1106 Einwohner –  ist im Wesentlichen auf die Mechanisierung der Landwirtschaft und die Aufgabe von bäuerlichen Kleinbetrieben zurückzuführen.

## Verwaltung
Bürgermeister in Saint-Mesmin ist seit März 2008 der parteilose Armeegeneral im Ruhestand Guy Bouchaud, der im Mai 2020 wiedergewählt wurde.

## Präsidentschaftswahlen 2022
| Kandidaten                       | Kandidaten            | Parteien                      | Parteien            | 1. Wahlgang | 1. Wahlgang | 2. Wahlgang | 2. Wahlgang |
| Kandidaten                       | Kandidaten            | Parteien                      | Parteien            | Stimmen     | %           | Stimmen     | %           |
| -------------------------------- | --------------------- | ----------------------------- | ------------------- | ----------- | ----------- | ----------- | ----------- |
|                                  | Emmanuel Macron       | En marche !                   | EM                  | 42          | 23,86 %     | 74          | 50,00 %     |
|                                  | Marine Le Pen         | Front national                | FN                  | 53          | 30,11 %     | 74          | 50,00 %     |
|                                  | Jean-Luc Mélenchon    | Front de gauche               | FDG                 | 22          | 12,50 %     |             |             |
|                                  | Éric Zemmour          | Reconquête                    |                     | 4           | 2,27 %      |             |             |
|                                  | Valérie Pécresse      | Les Républicains              | LR                  | 15          | 8,52 %      |             |             |
|                                  | Jean Lassalle         | Résistons !                   | R                   | 18          | 10,23 %     |             |             |
|                                  | Anne Hidalgo          | Parti socialiste              | PS                  | 1           | 0,57 %      |             |             |
|                                  | Fabien Roussel        | Parti communiste français     | PC                  | 9           | 5,12 %      |             |             |
|                                  | Nicolas Dupont-Aignan | Debout la République          | DLR                 | 2           | 1,14 %      |             |             |
|                                  | Yannick Jadot         | Europe Écologie-Les Verts     | EELV                | 5           | 2,84 %      |             |             |
|                                  | Nathalie Arthaud      | Lutte Ouvrière                | LO                  | 0           | 0,00 %      |             |             |
|                                  | Philippe Poutou       | Nouveau Parti anticapitaliste | NPA                 | 5           | 2,84 %      |             |             |
|                                  |                       |                               |                     |             |             |             |             |
| Gesamt                           | Gesamt                | Gesamt                        | Gesamt              | 176         | 100 %       | 148         | 100 %       |
|                                  |                       |                               |                     |             |             |             |             |
| Gültige Stimmen                  | Gültige Stimmen       | Gültige Stimmen               | Gültige Stimmen     | 176         | 95,14 %     | 148         | 83,15 %     |
| Ungültige Stimmen                | Ungültige Stimmen     | Ungültige Stimmen             | Ungültige Stimmen   | 9           | 4,86 %      | 30          | 16,85 %     |
| Wahlbeteiligung                  | Wahlbeteiligung       | Wahlbeteiligung               | Wahlbeteiligung     | 185         | 84,09 %     | 178         | 80,91 %     |
| Enthaltungen                     | Enthaltungen          | Enthaltungen                  | Enthaltungen        | 35          | 15,91 %     | 42          | 19,09 %     |
| Registrierte Wähler              | Registrierte Wähler   | Registrierte Wähler           | Registrierte Wähler | 220         |             | 220         |             |
|                                  |                       |                               |                     |             |             |             |             |
| Quelle: Ministère de l'Intérieur |                       |                               |                     |             |             |             |             |

Die Präsidentschaftswahlen 2022 in Saint-Mesmin endeten im zweiten Wahlgang in einer sehr seltenen Pattsituation zwischen Marine Le Pen und Emmanuel Macron.

## Wirtschaft
Die Gemeinde war und ist immer noch in hohem Maße land- und forstwirtschaftlich orientiert, wobei auch die Viehzucht eine beträchtliche Rolle spielt. Im Ort selbst haben sich Handwerker und Kleindienstleister angesiedelt. Seit den 1960er Jahren werden einige leerstehende Häuser als Ferienwohnungen (gîtes) vermietet.

### Beschäftigung
Im Jahr 2015 betrug die erwerbsfähige Bevölkerung zwischen 15 und 64 Jahren 130 Personen bzw. 41,4 % der Gesamtbevölkerung. Im Vergleich zu 2010 hat sich die Zahl der Arbeitslosen von 14 auf 21 erhöht, die Arbeitslosenquote liegt somit jetzt bei 16,2 %.

### Unternehmen
Am 31. Dezember 2015 waren 37 Unternehmen in Saint-Mesmin ansässig, davon 16 im Sektor Handel, Transport oder Dienstleistungen, 15 in Landwirtschaft, Forsten und Fischerei, 3 in der Industrie, 2 im Baugewerbe und 1 im Sektor Verwaltung, Bildung, Gesundheit oder Soziales.

## Sehenswürdigkeiten
- Die Schluchten der Auvézère.
- Die Colline des Ages (bzw. Puy des Ages) ist die höchste Erhebung auf dem Gemeindegebiet. An ihrer Flanke entstand im 19. Jahrhundert die Wallfahrtskapelle Notre Dame de Partout.
- Die dem hl. Maximinus von Trier geweihte Église Saint-Maximin ist eine spätmittelalterliche, nahezu fensterlose Wehrkirche mit flachem Chorschluss. Strebepfeiler stabilisieren die Seiten und die Fassade des weitgehend schmucklosen Bauwerks, welches von einem zweigeteilten Glockengiebel (clocher mur) überhöht wird. Das kleine Südportal zeigt einen in der Spätgotik weit verbreiteten Kielbogen.
- Das Presbyterium aus dem 17. Jahrhundert.

## Wallfahrt
Jedes Jahr Anfang September findet eine Wallfahrt zur Kapelle  Notre-Dame-de-Partout am Puy des Âges statt.

## Photogalerie

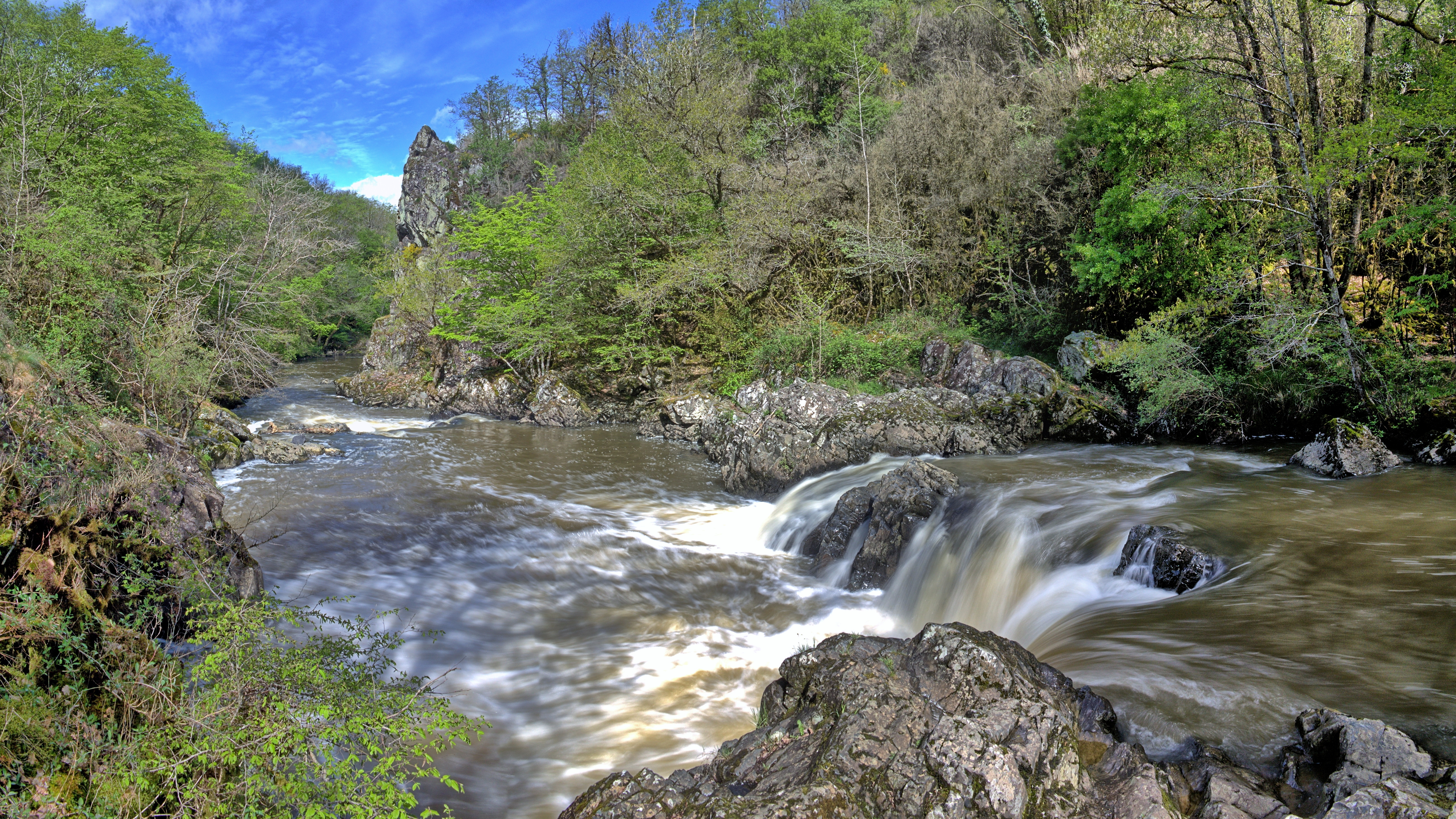
Stromschnellen des Saut Ruban in den Schluchten der Auvézère
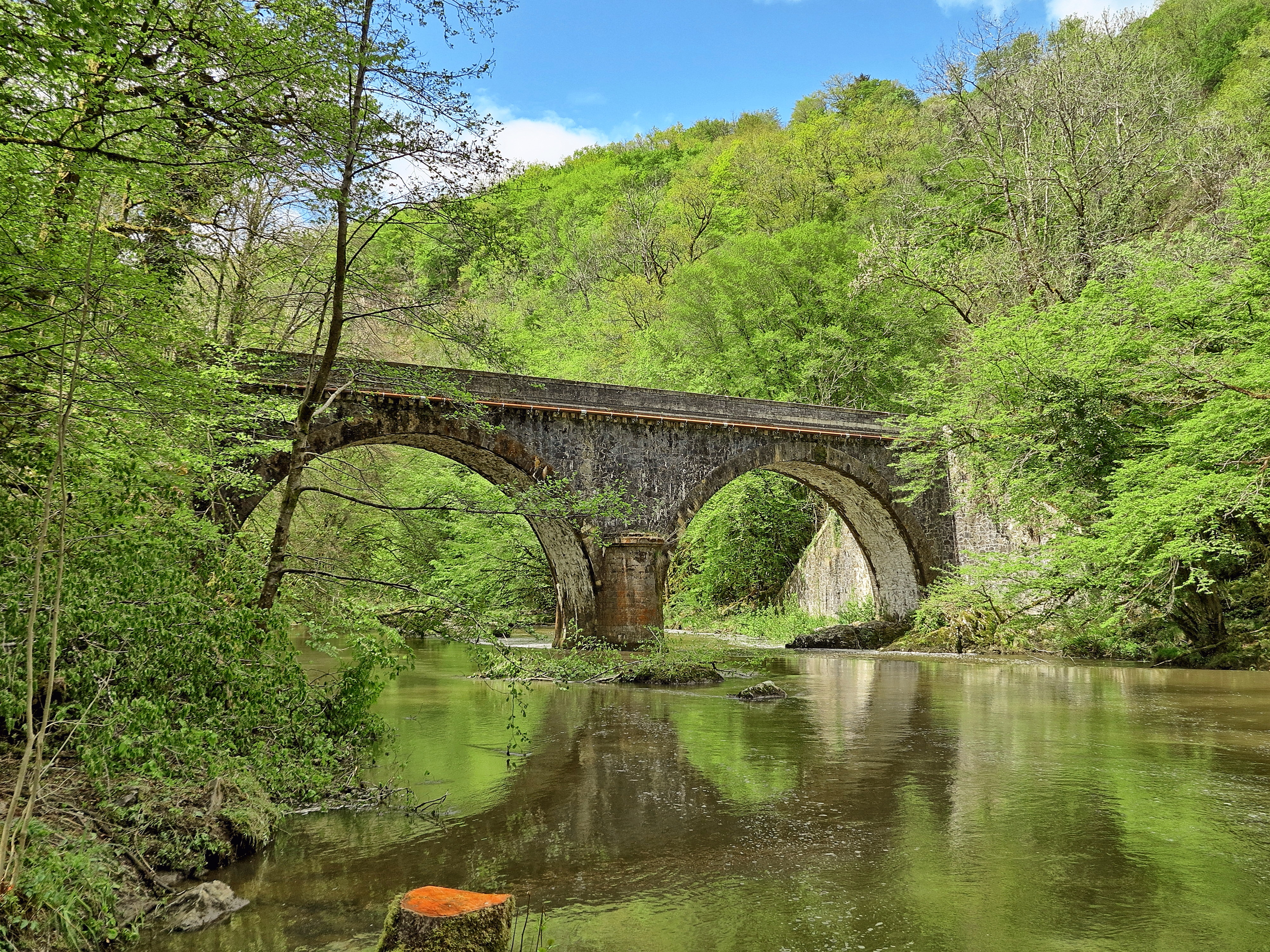
Brücke über die Auvézère
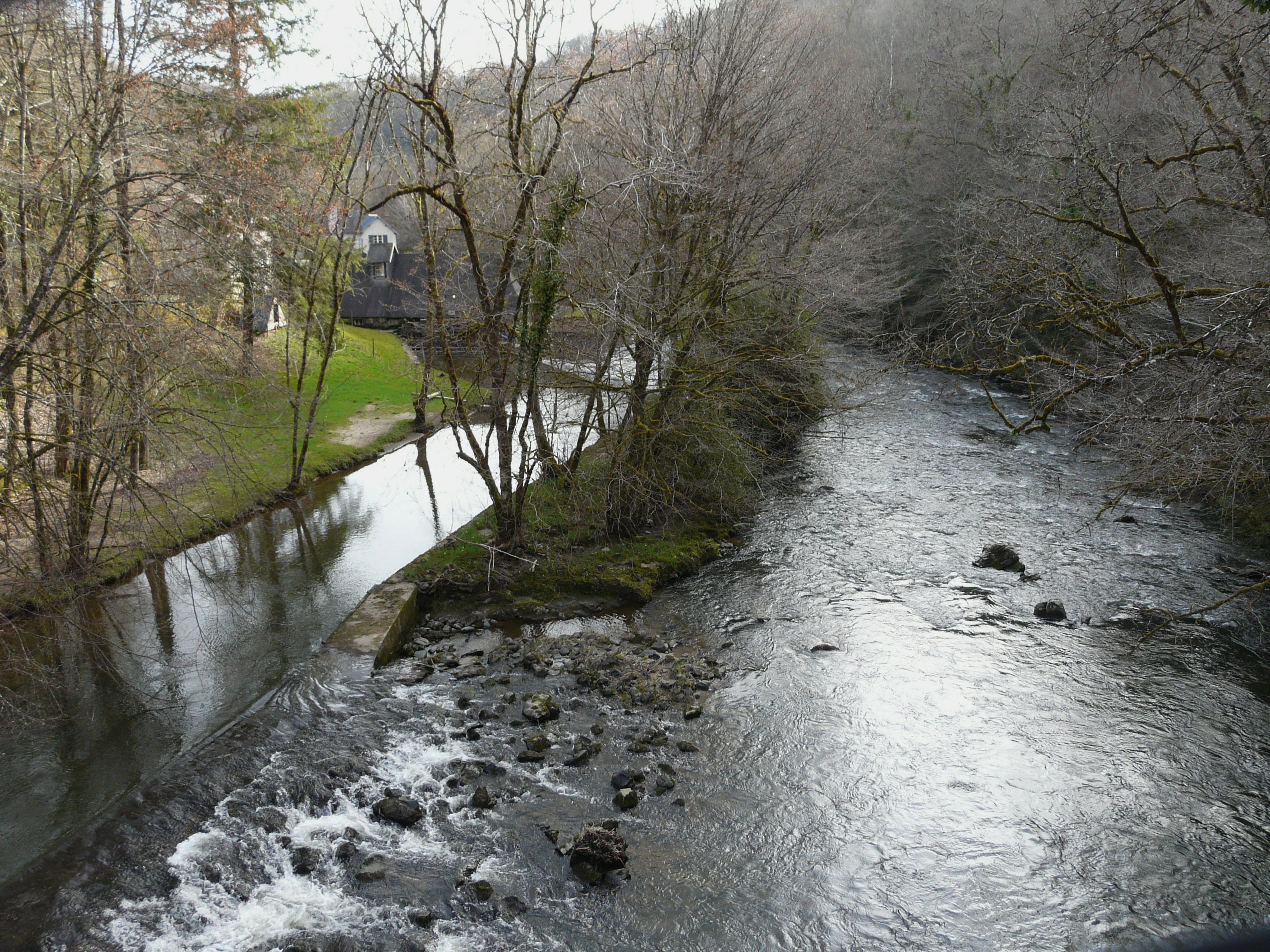
Die Auvézère bei Le Moulin
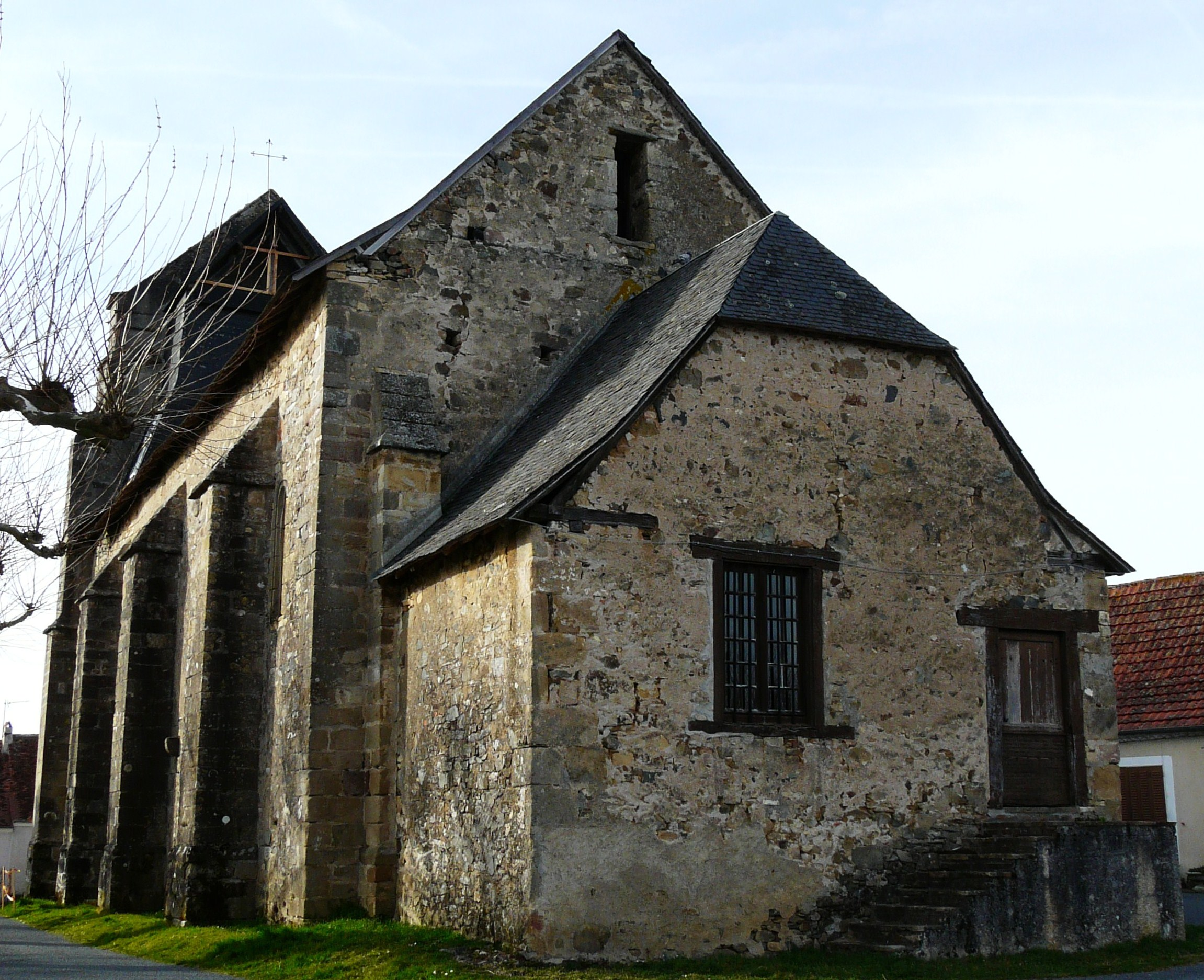
Ortskirche Saint-Maximin mit angebauter Sakristei
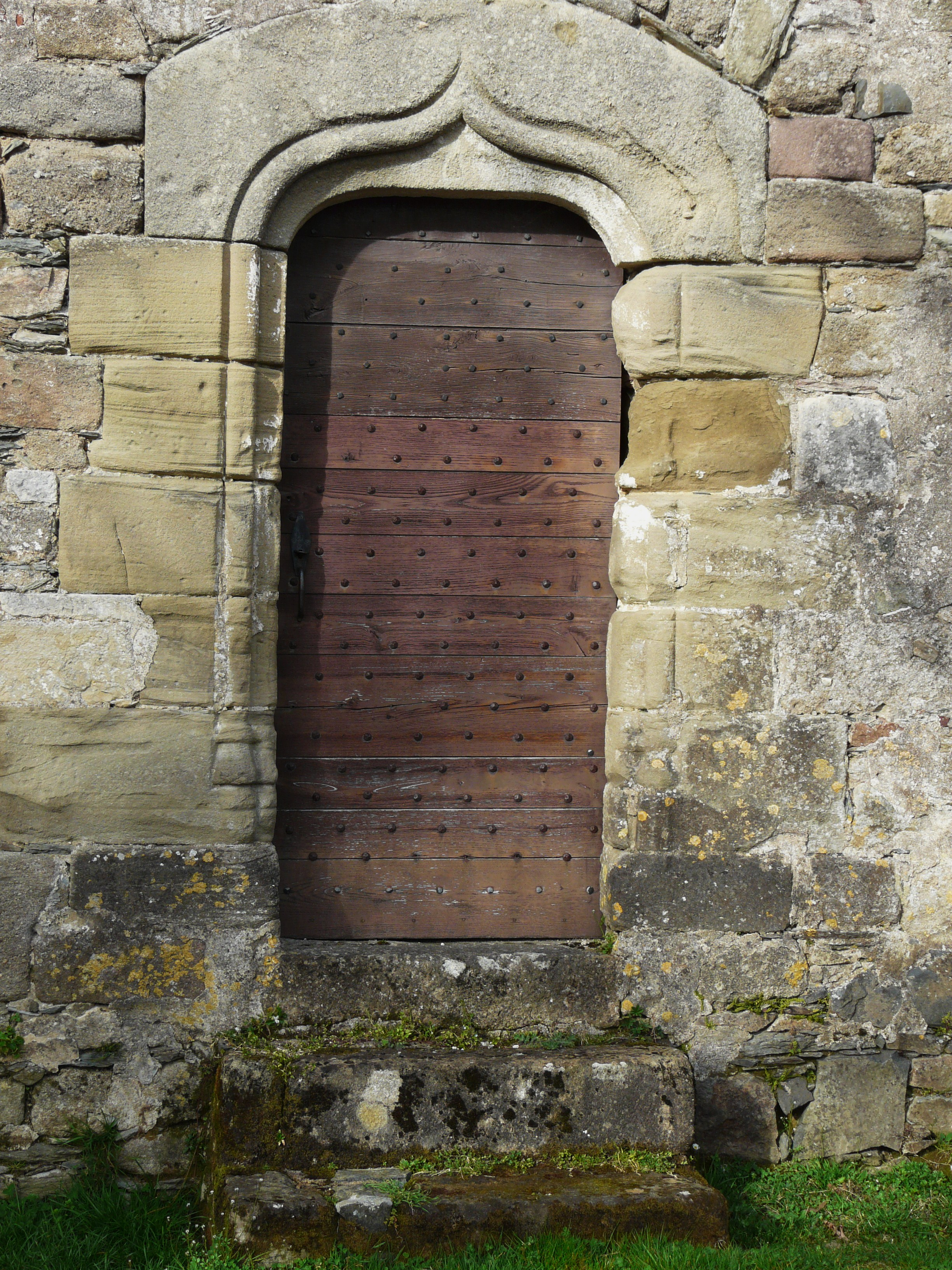
Südeingang zur Ortskirche
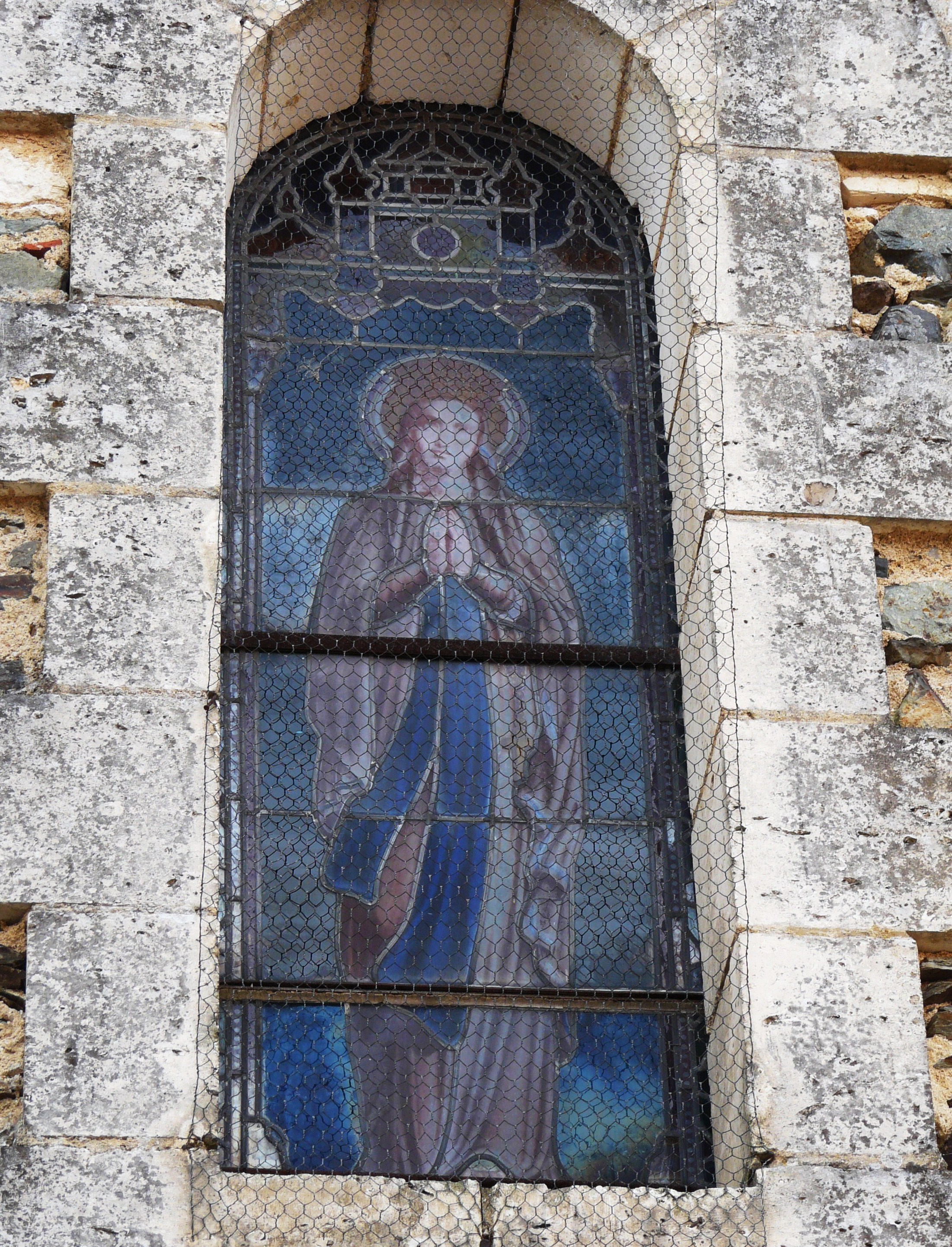
Buntglasfenster an der Ortskirche
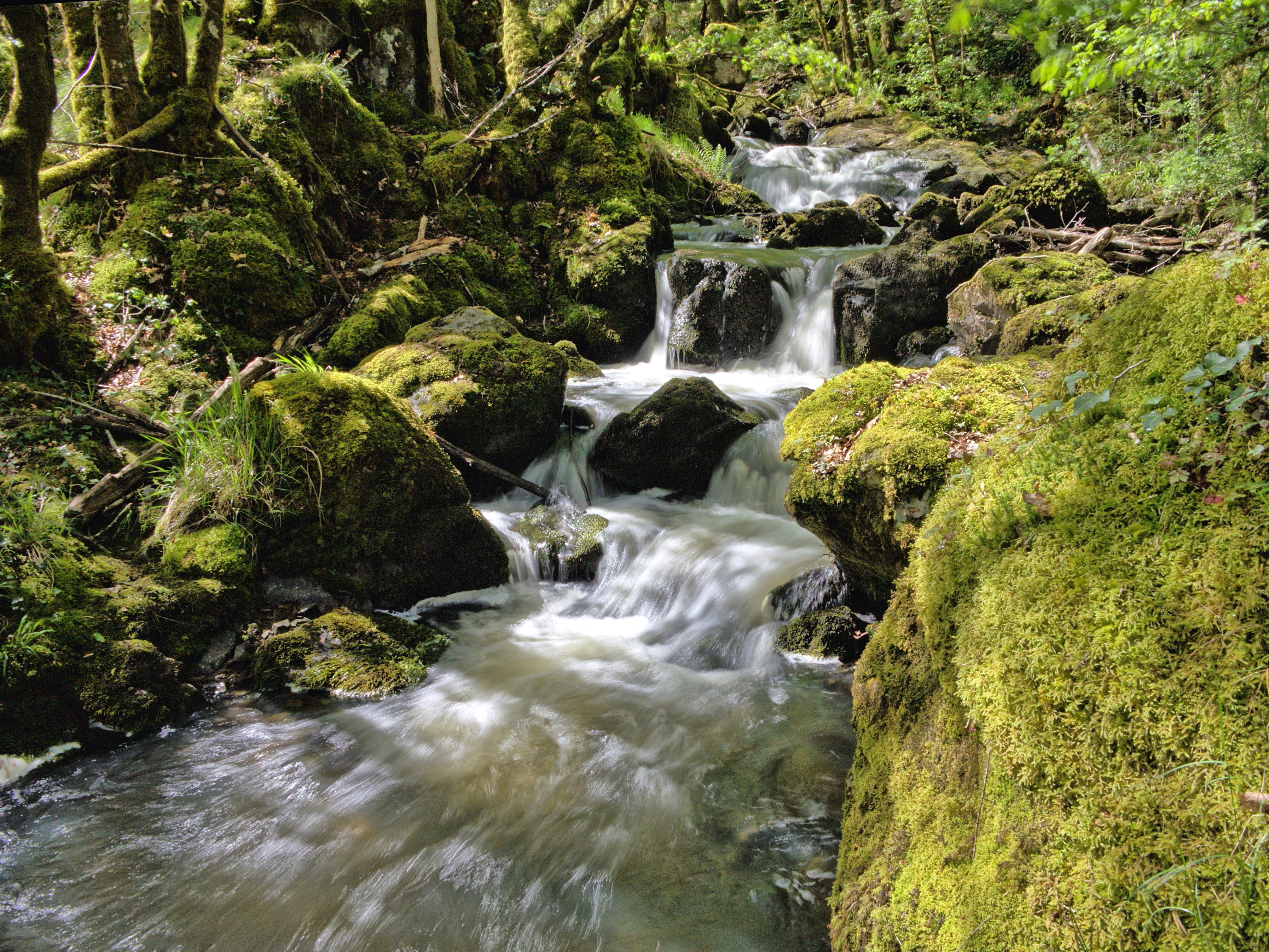
Kaskaden im Ruisseau de Porte-Étoupe